# Carlos Pacheco Devia
Carlos Pacheco Devia (Bogotá, 1925-11 de abril de 2011) fue un empresario y banquero colombiano. 
Fue el fundador de la Sociedad Colombiana de Capitalización y de la Compañía patria de seguros, empresas que fueron la raíz del Colpatria una de los grupos empresariales más grandes de Colombia, fue embajador en México durante el gobierno de Virgilio Barco, fue también cofundador de la Fundación para el Futuro de Colombia Colfuturo y de la Asociación De Amigos Del Parque 80.

## Distinciones
- Administrador Emérito por Colegio de Estudios Superiores de Administración CESA (póstumo, 2011)